# Fatoumata Jallow
Ne doit pas être confondu avec Fatou Jallow.
Fatou Jallow née le 16 avril 1997 à Stockholm, est une basketteuse guinéenne.
Elle joue pour les Bulldogs de l'Université Bryant ainsi que pour l'équipe nationale féminine de basket-ball de Guinée.

## Biographie et études
Fatoumata Jallow a commencé sa carrière collégiale au Cowley Community College (en) avant d'être transférée au Salt Lake Community College (en) pour sa deuxième saison et a aidé son équipe à devenir championne régionale. Elle a récolté en moyenne 6,9 points, 2,6 rebonds et 1,4 passes décisives par match.
Elle a ensuite intégré l'Université Bryant. En tant que junior, elle a participé à 21 matchs, effectuant des départs en 21, avec une moyenne de 6,9 points, 2,1 rebonds et 1,4 passes décisives par match.

## Carrière en équipe nationale
Fatoumata Jallow a participé au Championnat d'Afrique féminin de basket-ball 2021 avec son équipe nationale et a récolté en moyenne 7 points par match, 2,3 rebonds par match et 1 passe décisive. Elle participe ensuite au Championnat d'Afrique féminin de basket-ball 2023.